# Roberto Souza
Roberto Luiz Martins Souza (Río de Janeiro, 7 de septiembre de 1951) es un deportista brasileño que compitió en vela en la clase Soling. Ganó una medalla de oro en el Campeonato Mundial de Soling de 1981.

## Palmarés internacional
| Campeonato Mundial | Campeonato Mundial | Campeonato Mundial | Campeonato Mundial |
| Año                | Lugar              | Medalla            | Clase              |
| ------------------ | ------------------ | ------------------ | ------------------ |
| 1981               | Anzio (Italia)     | Medalla de oro     | Soling             |